# Монтерей Джек
Монтерей Джек — сыр с мягкой корочкой, изготовленный из пастеризованного коровьего молока. Обычно продаётся как есть или смешивается с сыром Колби в виде мраморного сыра, называемого сыром Колби-Джек (или просто Ко-Джек или Коджек).
Сыр был первоначально изготовлен монахами-францисканцами в городе Монтерей, штат Калифорния, в начале XIX века. Предприниматель по имени Дэвид Джек решил извлечь выгоду из известности продукта и начал продавать аналогичный сыр, сначала под названием «Сыр Джека», а затем «Монтерей Джек».
«Монтерей Джек», хотя и включает название города происхождения сыра, не является контролируемым обозначением происхождения, как другие американские сыры. Монтерей Джек производится за пределами Монтерея, включая Канаду.
Выдержанная форма сыра «Сухой Джек (Драйджек)», который можно натереть на тёрке и использовать в кулинарии так же, как сыр пармезан. Драйджек был изобретен в США во время Второй мировой войны, чтобы компенсировать нехватку итальянских сыров, импортировать которые стало практически невозможно из-за наложенного эмбарго.
В другом варианте сыра, пепперджек, к монтерей джеку добавляют красный перец чили для придания острого вкуса. Пепперджек часто используется в мексиканских или техасско-мексиканских рецептах, таких как кесадилья, но его можно есть в качестве гарнира к крекерам.